# Station Gądków Wielki
Station Gądków Wielki is een spoorwegstation in de Poolse plaats Gądków Wielki.